# Liste der Monuments historiques in Crouy-sur-Ourcq
Die Liste der Monuments historiques in Crouy-sur-Ourcq führt die Monuments historiques in der französischen Gemeinde Crouy-sur-Ourcq auf.

## Liste der Bauwerke
| Bezeichnung               | Beschreibung                  | Standort | Kennzeichnung | Schutzstatus   | Datum     | Bild           |
| ------------------------- | ----------------------------- | -------- | ------------- | -------------- | --------- | -------------- |
| Schloss Gesvres-le-Duc    | Erbaut im 18. Jahrhundert     | (Lage)   | PA00086919    | Classé Inscrit | 1975      | weitere Bilder |
| Schloss Houssoy           | Erbaut im 14./15. Jahrhundert | (Lage)   | PA00086920    | Inscrit Classé | 1932 1962 | weitere Bilder |
| Kirche St-Cyr-Ste Julitte | Erbaut im 16. Jahrhundert     | (Lage)   | PA00086921    | Classé         | 1919      | weitere Bilder |

## Liste der Objekte

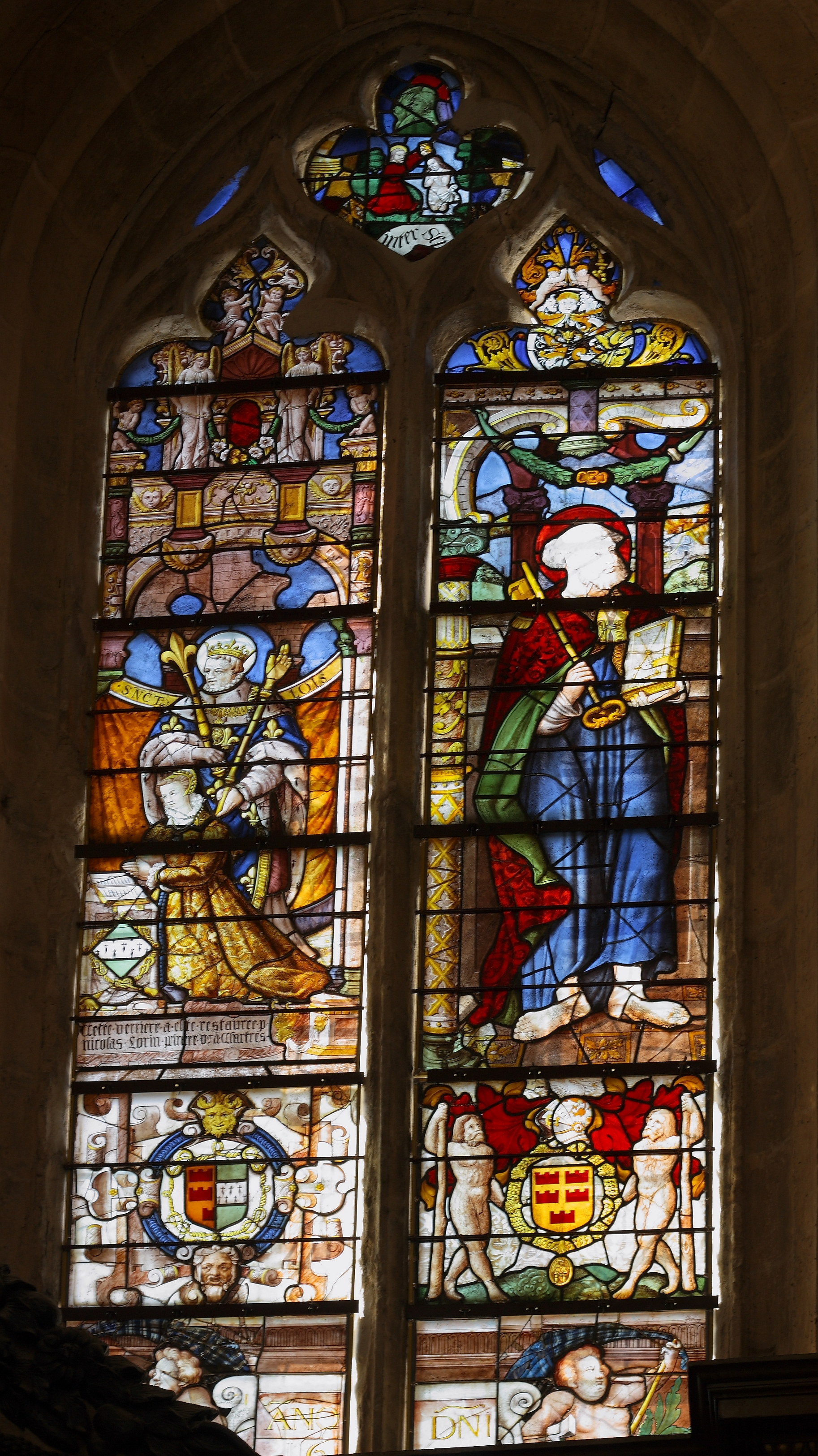
Bleiglasfenster von 1615 im Chor der Kirche St-Cyr-Ste Julitte mit der Darstellung des französischen Königs Ludwig des Heiligen und des Apostels Petrus

- Monuments historiques (Objekte) in Crouy-sur-Ourcq in der Base Palissy des französischen Kultusministeriums